# Trigliceridemia
Per trigliceridemia si vuole intendere la quantità di trigliceridi nel sangue. Il valore considerato normale è 40-170mg/dL.
I trigliceridi costituiscono il mezzo di utilizzo degli acidi grassi liberi assunti con la dieta. Essi sono trasportati dai chilomicroni, mentre il trasporto della quota endogena avviene grazie alle VLDL.
Ipertrigliceridemia, cioè una quota eccessiva di TG nel sangue, si ha in caso di iperlipoproteinemia primitiva o secondaria.
Ipotrigliceridemia, invece, in caso di
- malattia di Tangier
- ipoabetalipoproteinemia
- malnutrizione
- malassorbimento
- epatopatie
- ipertiroidismo